# A Washingtoni Állami Egyetem csapatindulója
A Washingtoni Állami Egyetem csapatindulójának zeneszerzője Phyllis Sayles, dalszövegírója pedig Zella Melcher. A korábban az Northwestern Egyetemen tanuló Sayles a korábbi alma matere daloskönyvének összeállítója is.
A The Spokesman-Review által készített 1997-es, nem reprezentatív felmérés szerint ugyan az iskola hallgatói és dolgozói közül alig néhányan ismerik az induló dalszövegét, a közösségi eseményeken mégis szinte mindenki bekapcsolódik annak éneklésébe. Az 1985-ös Önkéntesek című filmben a John Candy által alakított Tommy Tuttle az egyetem öregdiákjaként elénekli a dalt, thaiföldi kommunista partizánok pedig csatakiáltásként használják fel.
A Washington State Cougars férfikosárlabda-csapata 2013-ban bevezetett ruházatán mind a hazai, mind a vendég mezek hátulján szerepel a csapatinduló dalszövege.
Egyesek a Cougar Gold sajt tárolására használt konzervdobozokból készített bendzsókon szokták előadni az indulót; az így készült hangszert „canjo” néven illetik.

## Fordítás
Ez a szócikk részben vagy egészben  a   The Fight Song (Washington State University) című angol Wikipédia-szócikk ezen változatának fordításán alapul.  Az eredeti cikk szerkesztőit annak laptörténete sorolja fel. Ez a jelzés csupán a megfogalmazás eredetét és a szerzői jogokat jelzi, nem szolgál a cikkben szereplő információk forrásmegjelöléseként.